# Lijst van burgemeesters van Made en Drimmelen
Dit is een lijst van burgemeesters van de voormalige Nederlandse gemeente Made en Drimmelen tot die gemeente op 1 januari 1997 opging in de gemeente Made (later hernoemd tot de 'gemeente Drimmelen').
| Ambtsperiode | Naam burgemeester                                                    | Partij of stroming | Bijzonderheden                                                           |
| ------------ | -------------------------------------------------------------------- | ------------------ | ------------------------------------------------------------------------ |
| 1811 - 1822  | Jacobus Wijnen                                                       |                    | maire/schout                                                             |
| 1822 - 1841  | Henricus (H.A.J.) Dubois                                             |                    |                                                                          |
| 1841 - 1880  | Johannes C. van Campenhout                                           |                    |                                                                          |
| 1880 - 1885  | A.J. Rees                                                            |                    |                                                                          |
| 1885 - 1918  | jhr. Aimery Raymond Philippe Victor de Girard de Mielet van Coehoorn |                    |                                                                          |
| 1919 - 1943  | A.J.A. van Gils                                                      |                    | Vader van Embère, André en Joop van Gils die ook burgemeester werden.    |
| 1943 - 1944  | L. Wilmot                                                            | NSB                |                                                                          |
| 1945 - 1946  | Christ (C.G.J.) Hermus                                               |                    | waarnemend burgemeester                                                  |
| 1946 - 1965  | drs. Adrie (A.J.Th.W.F.M.) Crul                                      |                    |                                                                          |
| 1965 - 1975  | Cees (C.W.) Smits                                                    | KVP                |                                                                          |
| 1976 - 1982  | Harry (H.W.G.) Opheij                                                | KVP / CDA          |                                                                          |
| 1983 - 1989  | Jaap (J.L.D.) van der Linde                                          | PvdA               | was burgemeester van Kortgene, werd burgemeester van Hoogezand-Sappemeer |
| 1990 - 1997  | Jan Elzinga                                                          | PvdA               |                                                                          |